# Chateaubriand (potrawa)

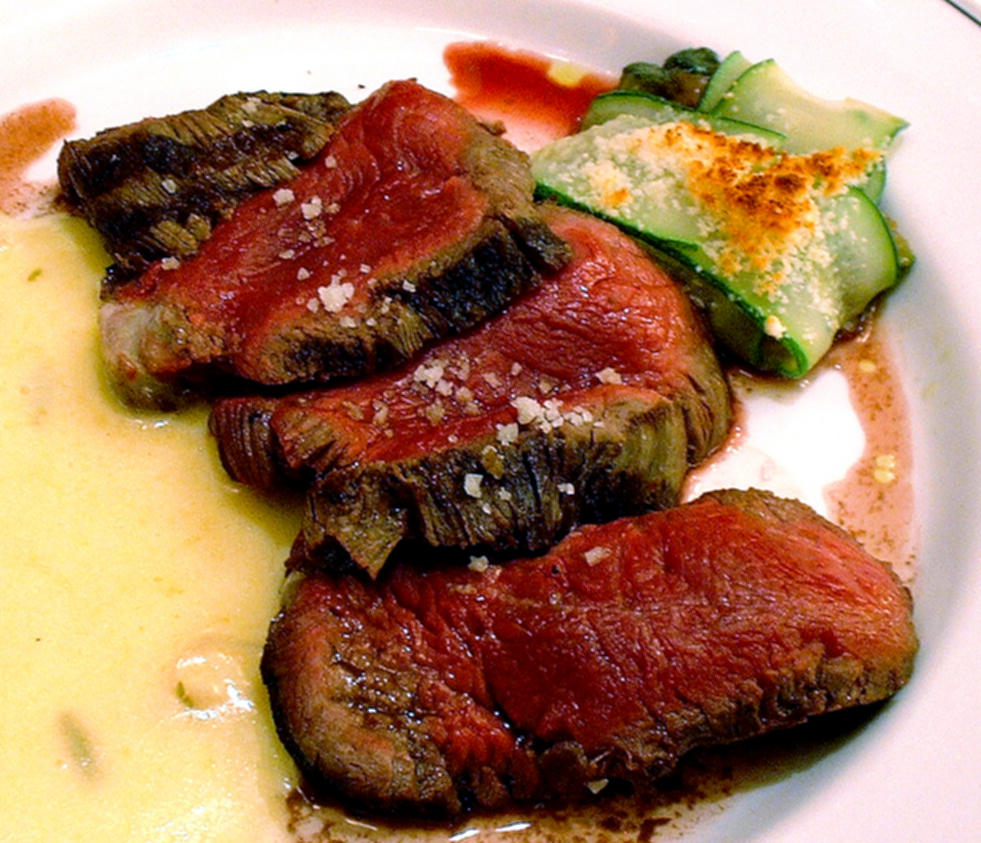
Chateaubriand z sosem béarnaise

Chateaubriand – rodzaj francuskiej potrawy, specjalności Clermont-Ferrand. Jej nazwa pochodzi od nazwiska François-René de Chateaubriand.
Chateaubriand jest rodzajem grubego befsztyku, który jest wykrajany z tzw. główki polędwicy wołowej, a następnie delikatnie obsmażony i pieczony. Potrawa ta jest podawana ze specjalnie uformowanymi ziemniakami oraz sosem bearneńskim.